# سیارک ۲۴۰
سیارک ۲۴۰ (به انگلیسی: 240 Vanadis) دویست و چهلمین سیارک کشف شده‌است که در ۲۷ اوت ۱۸۸۴ و در مارسی کشف شد.
قدر مطلق سیارک برابر ۹٫۰۰ است.